# Історія культури картоплі

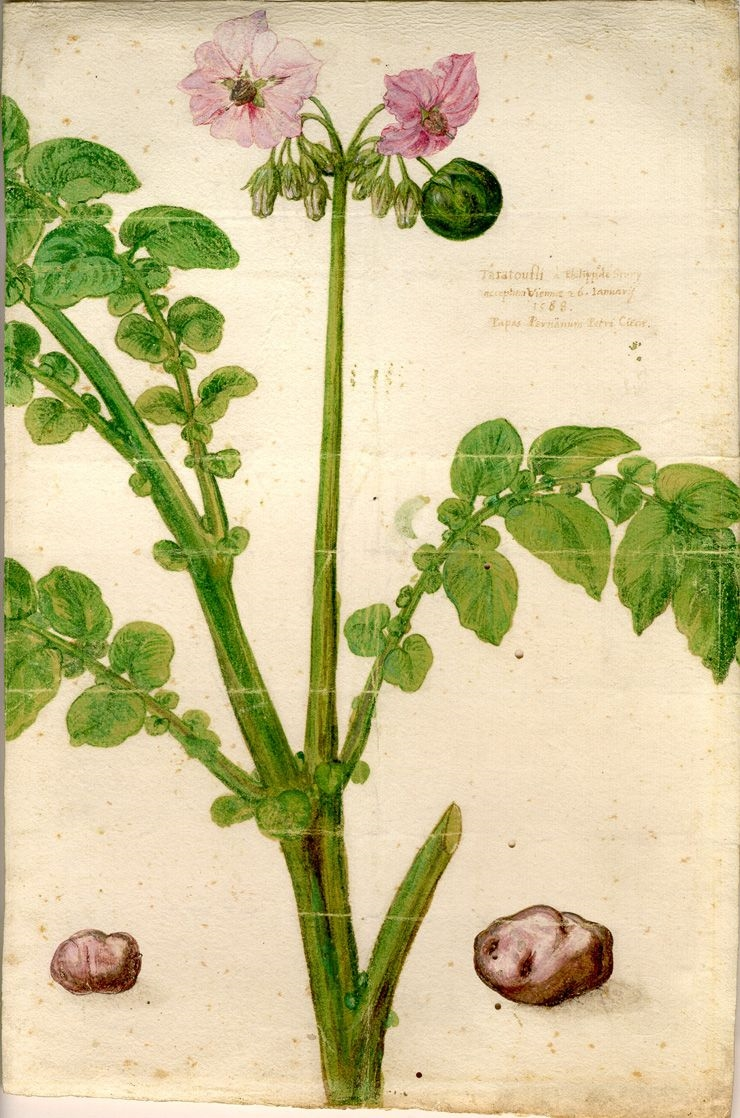
Перше в Європі зображення картоплі (Клузіус, 1588)

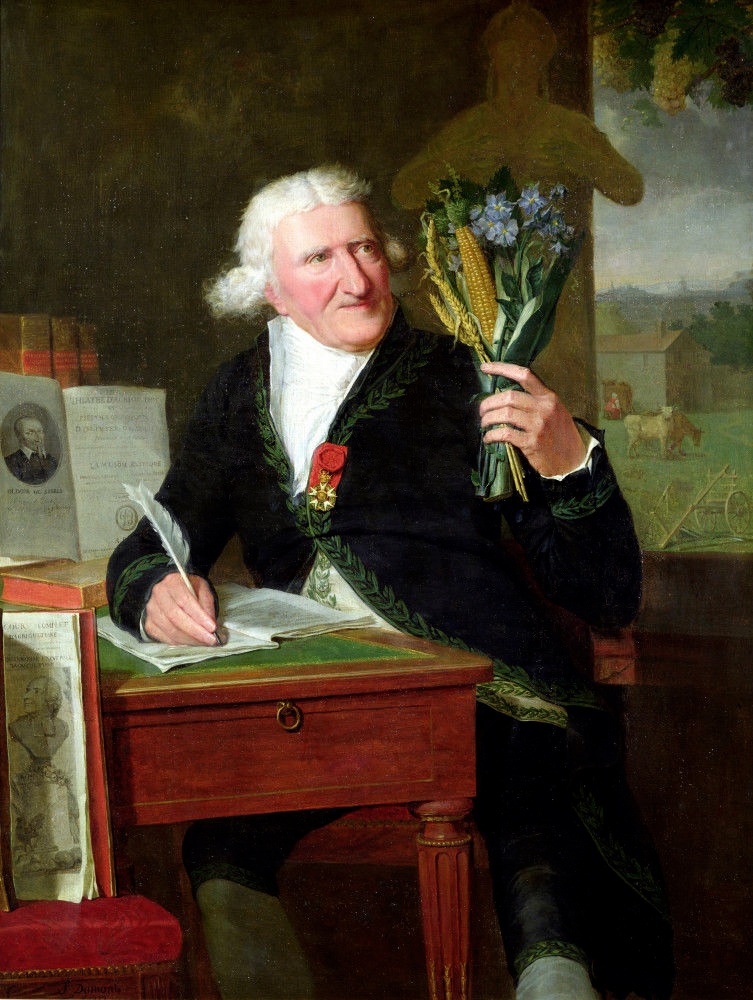
Антуан Пармантьє тримає рослини Нового Світу, Франсуа Дюмон, 1812

Батьківщина картоплі — Південна Америка, де досі можна зустріти дикорослі види цієї рослини. Введення картоплі до культури вирощування (спочатку шляхом експлуатації диких чагарників) почалося приблизно 9-7 тисяч років тому на території сучасного південного Перу та крайньої північно-західної Болівії.
Індіанці не лише вживали картоплю в їжу, а й поклонялися їй, вважаючи живою істотою. Вирощування картоплі в Південній Америці може сягати 10 000 років тому, але бульби через погану збереженість, практично не знаходять археологи. Найдавніші залишки бульб картоплі, підтверджені археологами, були знайдені в прибережній місцевості Анкон (центральне Перу), датовані 2500 роком до нашої ери. Крім справжніх залишків, картопля також знайдена в перуанських археологічних записах як джерело для дизайну гончарного посуду, часто у формі посудин. З тих пір картопля поширилася по всьому світу і стала основною культурою в більшості країн.
У Європі картопля з'явилася в другій половині XVI століття і була спочатку прийнята за декоративну рослину, причому отруйну. Вона потрапила сюди двома шляхами: через Іспанію близько 1570 року та через Британські острови між 1588 і 1593 роками. Перша письмова згадка про картоплю — це квитанція про доставку від 28 листопада 1567 року між Лас-Пальмас-де-Гран-Канарією та Антверпеном. У Франції наприкінці 16 століття картопля була завезена до Франш-Конте, Вогезів Лотарингії та Ельзасу. Наприкінці XVIII століття у виданні Bon Jardinier 1785 року було написано: "Немає овоча, про який було б так багато написано і який би виявляв стільки ентузіазму… Бідні повинні бути цілком задоволені цією їжею. У XIX столітті картопля повсюдно замінила ріпу та брукву. У всій Європі найважливішим новим продуктом харчування в XIX столітті була картопля, яка мала три головні переваги перед іншими продуктами харчування для споживача: її нижча швидкість псування, її калорійність (яка легко втамовувала голод) та її дешевизна. Ця культура повільно поширилася Європою, включаючи й українські землі, ставши основним продуктом харчування до середини століття, особливо в Ірландії.
Остаточно довів, що картопля має високі смакові та поживні якості, французький агроном Антуан-Огюст Пармантьє (1737—1813). Саме завдяки йому почалося проникнення картоплі до провінцій Франції, а згодом й інших країн. Ще за життя Пармантьє завдяки вживанню картоплі вдалося перемогти у Франції регулярні голоди серед селян і вивести цингу. На честь Пармантьє названо кілька страв, основним інгредієнтом яких є картопля.
Перша поява картоплі на території України відноситься до кінця XVII століття.

## Рання історія: Захід Південної Америки

### Археологічні знахідки картоплі
Найдавніші залишки бульби картоплі, підтверджені археологами, були знайдені на узбережжі Анкон (центральне Перу), датовані 2500 роком до нашої ери. Є також знайдені кам'яні знаряддя праці схожі на форму картоплі, які свідчать про існування картоплі ще в 3400 році до нашої ери. Однак важко бути впевненим, оскільки картопля погано зберігається порівняно з іншими культурами. Картопля, що датується приблизно 2000 роком до нашої ери, також була знайдена у Вайнумі, в долині Касма в Перу, а також, датована 800—500 роками до нашої ери, знайдена на місці Альтіплано в Чиріпа на східному березі озера Тітікака.
Археологічні відомості також підтверджують, що протягом періоду формування з 1500 р. до н. е. до 500 р. до н. е. культури Тіуанако, варена та приготована на пару картопля та бульби замінювали супи протягом усього періоду формування. Згідно з ізотопним аналізом людських скелетів і археологічними довідковими матеріалами, бульби та картопля були невід'ємною частиною раціону жителів Анд протягом періоду формування та періоду Тіуанако, поряд із зерном кіноа та тваринами, такими як лами. У період інків споживання картоплі та бобових скоротилося (хоча все ще споживалося масово) на користь таких культур, як кукурудза.
Крім цих останків, у перуанських археологічних записах картопля була виявлена як вплив на дизайн керамічного посуду на Альтіпланос, часто у формі гончарних виробів. Ці посудини представляли картоплю трьома способами: як чітке зображення овоча, як втілення людської форми (понівеченої чи ні) або як їх поєднання. Той факт, що жителі Альтіплано вирішили зобразити картоплю у формах своїх гончарних виробів, показує, що цей овоч мав велике соціальне значення для них. Крім того, в культурі Моче картопля не мала особливого релігійного чи культурного значення порівняно з більш відомими культурами, такими як кукурудза. Випукла та деформована природа картоплі зачаровувала моче і зазвичай з'являлася в їхньому мистецтві як тварини та люди зі спотвореною формою, викликаючи емоції, відомі як mundo hororroso. Мистецтво, яке символізувало картоплю, торкалося таких тем, як фізичні деформації та галюцинації.

### Використання картоплі в південноамериканських суспільствах
На Альтіплано картопля була основним джерелом калорійності для жителів імперії інків, її попередників та іспанських завойовників. Жителі Анд готували картоплю різними способами, наприклад, пюре, запікали, варили та тушкували способами, подібними до сучасних. Жителі Анд також готували страву під назвою papas secas, яка передбачала процес відварювання, очищення від шкірки та подрібнення. Потім цю картоплю ферментували, щоб створити токош: подрібнювали до кашки, замочували та фільтрували в крохмаль, який називають almidón de papa. Проте жителів Анд більш уваги приділяли чуньйо: вони заморожували протягом ночі вирощену картоплю а потім розморожували вранці. І так повторювали декілька разів, щоб розм'якшити картоплю, а потім висушували її. В такому стані її можна було зберігати роками без охолодження, що стало використовуватися особливо під час голодних років або після поганого врожаю. Крім того, такий тривалий термін зберігання дозволив картоплі стати основною їжею для армій інків завдяки тому, вона добре і довго зберігала свій смак.
Картопля була основною їжею більшості доколумбових мапуче, «особливо на південних і прибережних територіях мапуче, де кукурудза не встигала достигати за сезон».
Картопля була культивована племенем Чоно на архіпелазі Гуайтекас у Патагонії, що є південною межею доіспанського сільського господарства, як зазначено у згадці про вирощування картоплі Chiloé іспанською експедицією в 1557 році.. Перші спорадичні згадки про картоплю (yoma мовою чибча-муїсків) зустрічаються в іспанських документах, що описували завоювання Нового віцекоролівства Гранади (території Колумбії та Венесуели): у Гонсало Хіменеса де Кесади (1539, відредаговано анонімним автором у 1548—1549 роках; 1550); Хуана де Кастельяноса (1540), Паскуаля де Андагоя (1540), у Фернандеса де Ов'єдо (1545). Хіменес де Кесада у своїй доповіді «Короткий виклад завоювання Нового Королівства Гранада», розповідаючи про жителів завойованої ним території, повідомив про найбільш важливі рослини, які використовуються ними в їжу:

Їжа цих людей такаж сама, як і в інших частинах Індій, оскільки їх основна їжа — кукурудза (маїс) [Maíz] та маніок [yuca]. Крім того, у них є два або три різновиди рослин, з яких вони отримують користь від їжі, які схожі лише на трюфелі, що називаються іонас [ionas], інші схожі на ріпу під назвою кубіас [cubias], які вони використовують у своїй кулінарії, він служить для них важливим продуктом.
— Гонсало Хіменес де Кесада. «Короткий виклад завоювання Нового Королівства Гранада».
У рукописі анонімного Словника та граматики мови чибча (приблизно на початку XVII століття) наводяться різні види картоплі:
- «Трюфель тварин. — Niomy»;
- «Трюфель, корінь. — Iomza [або] iemuy»;
- «Жовтий трюфель. — Tybaiomy»;
- «Широкий трюфель. — Gazaiomy»;
- «Довгий трюфель. — Quyiomy»;

Конкістадор Паскуаль де Андагоя в 1540 році вказував у своєму «Повідомленні про дії Педраріаса Давіли в провінціях Тьєрра-Фірмі або Золота Кастилія», що «ця долина і місцевість Попаян дуже гарна і родюча. Провізією [тут] є маїс і якесь коріння, зване папас, схоже на каштани, та інше коріння, схоже на ріпу, не рахуючи численних фруктів» .

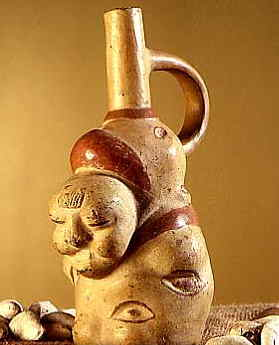
Аксо-мама, інкська богиня картоплі

Завдяки історику і конкістадору Педро де Сьєса де Леону в Європі докладно дізналися про таку культуру, як картопля, з його праці « Хроніка Перу», опублікованого в 1553 році в місті Севілья, де він також повідомляє, що зустрічав картоплю в Кіто (Еквадор), Попаяні та Пасто (Колумбія). Він же, спираючись як на власні спостереження, так і на відомості конкістадорів-попередників, зібрані завдяки своїй посаді в апараті віце-короля Педро де Ла Гаскі, дав його перший опис, правильний спосіб приготування та зберігання:

«З місцевих продуктів, за винятком маїсу, є ще два, які вважають індіанцями основними продовольчими продуктами. Один вони називають Папас [клубні картоплі], на зразок трюфелів, після варіння стають такими ж м'якими всередині, як і варені каштани; у нього немає ні шкаралупи, ні кісточки, тільки те, що є й у трюфелів, бо він утворюється під землею, як і вони. Виробляє цей плід трава, точнісінько [на вигляд], як [наш] польовий мак», «…і його вони сушать на сонці, і зберігають від одного збирання врожаю до іншого. Після висушування вони називають цю картоплю „chuño“ і вона дуже ними цінується і дорого коштує, тому що у них немає зрошувальних каналів, як у багатьох інших місцях цього королівства, для поливання своїх полів, їм навіть не вистачає природної води для посівів, вони відчувають потребу в їжі, якщо у них немає цієї висушеної картоплі» .
Стверджується, що в календарі інків існував наступний спосіб визначення денного часу: мірилом служив час, що витрачається на варіння картоплі — приблизно дорівнює годині. Тобто в Перу говорили: минуло стільки часу, скільки пішло б на приготування страви з картоплі .

Опис традиційного способу приготування картоплі перуанцями знаходиться у листі французького дослідника Жозефа Домбе, датованому 20 травня 1779 року. Картопля, поряд із кукурудзою, була унікальним продуктом перуанців, які брали їх із собою у довгі поїздки. Вони готували картоплю у воді, очищали від шкірки та сушили на сонці. Отриманий продукт ісп. papa seca змішували з іншими продуктами. Існував ще один метод приготування. Бульби заморожували та топтали (?) ногами, щоб очистити від шкірки. Таким чином, приготовлену суміш поміщали в потік води під пресом. П'ятнадцять-двадцять днів по тому, отриманий продукт сушили на сонці. Отриманий таким чином продукт називався ісп. chuño і «являв собою чистий крохмаль, який вони могли використовувати для приготування пудри (для волосся)». ісп. chuño застосовувався для приготування джемів, борошна для хворих та додавання до інших страв.

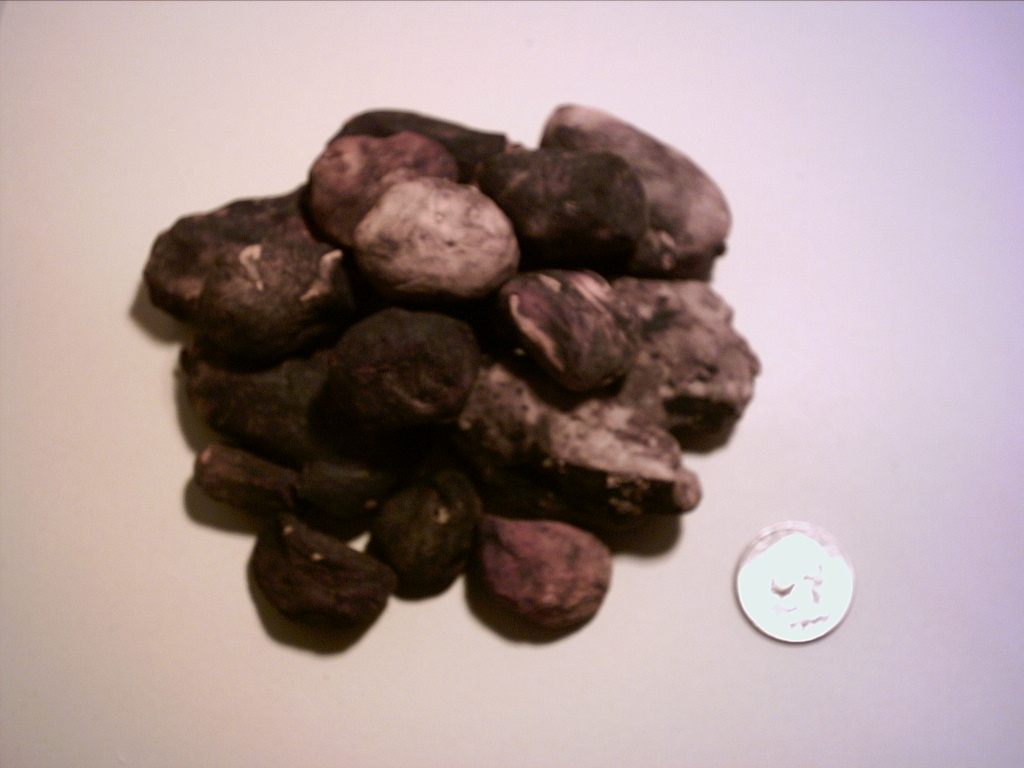
Chuño
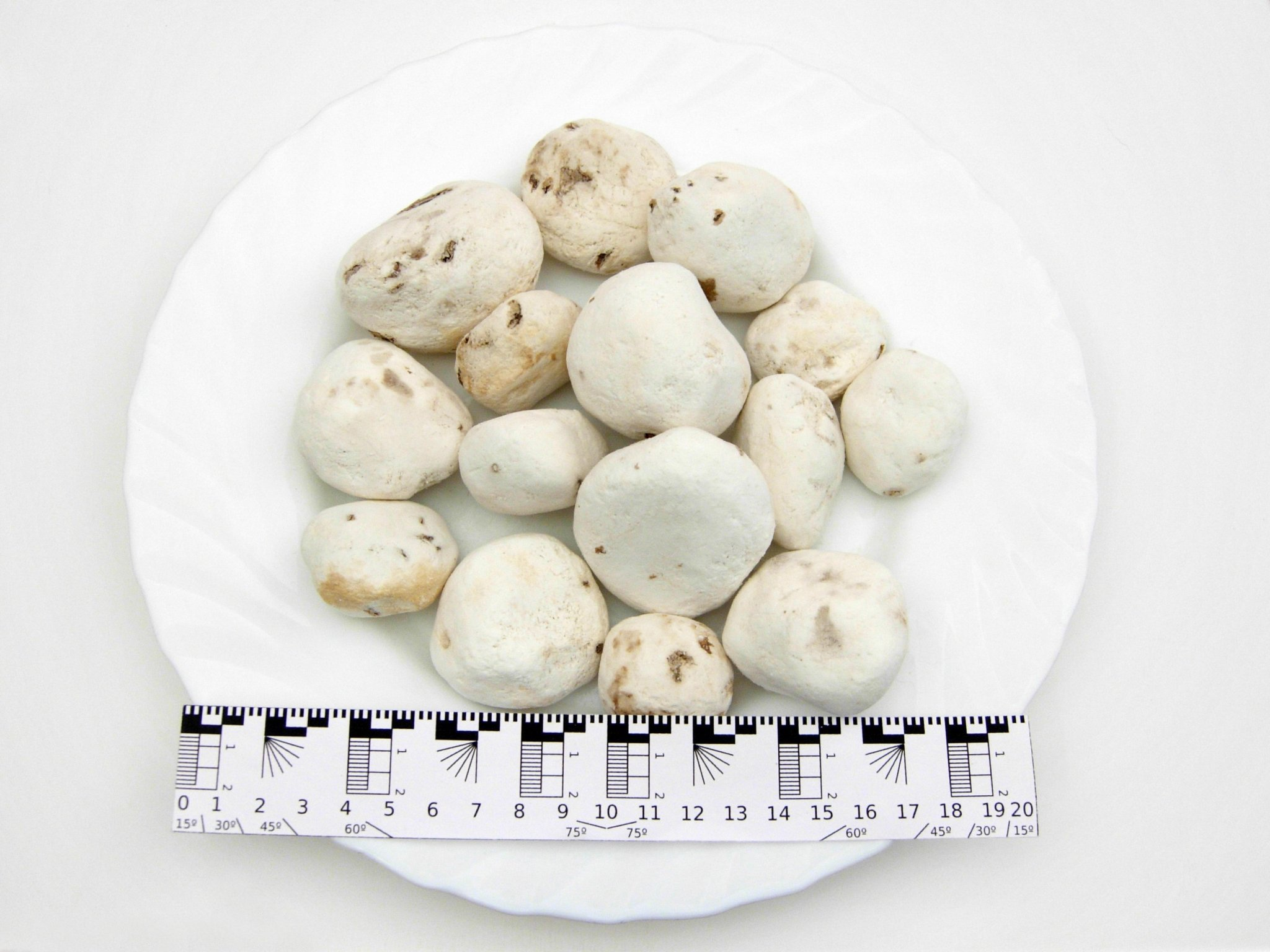
Tunta, або chuño
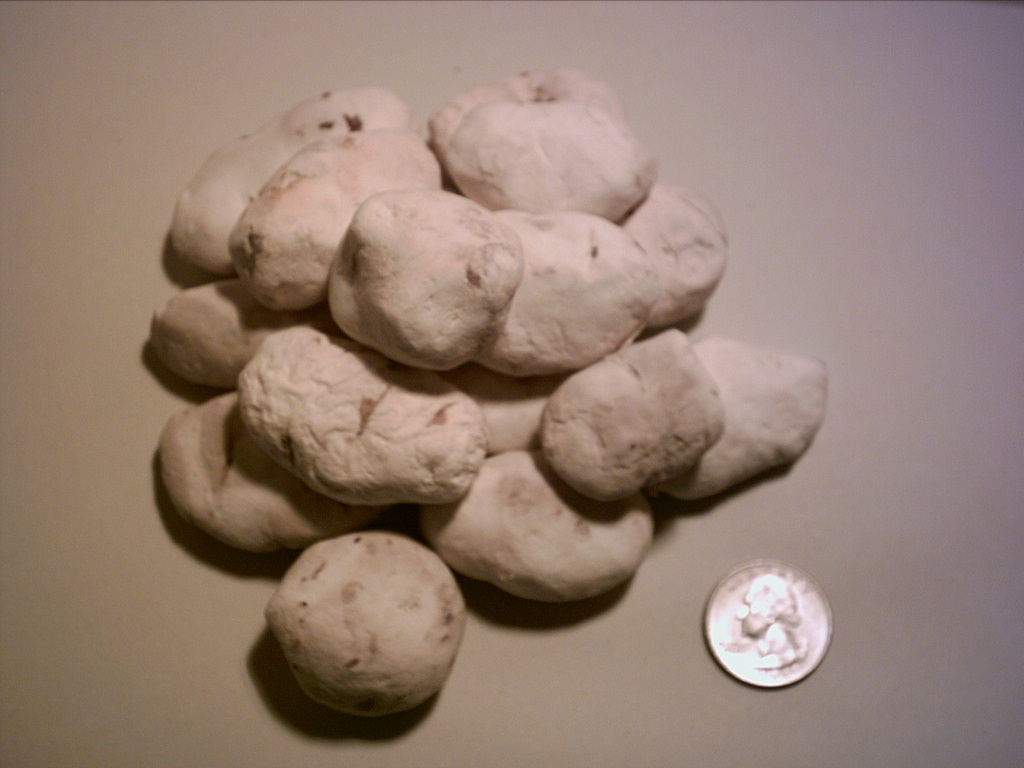
Autre tunta

Заморожування з подальшою дегідратацією є нічим іншим, як ліофілізацією природними засобами. Це означає, що для споживання потрібно додати воду. Чуньйо входив до раціону індіанців, які працюють у срібних шахтах.
Чуньйо виробляють в Альтіплано, а саме в Суні та Пуна (область у Кордильєрах), де існують специфічні еколого-кліматичні умови. Чуньйо вживають в їжу в Аргентині, Болівії, Чилі та Перу. За даними Редкліффа Саламана, чуньйо розмелювали на борошно і додавали в рагу та різні супи.
Інший традиційний спосіб приготування картоплі передбачає витримування бульб протягом 6 місяців у потоці води. Отриманий результаті бродіння продукт, ісп. chuño podrido застосовується для приготування десерту Mazamorra.

## Поширення картоплі світом

### Іспанія
До Європи, зокрема Іспанії, картопля вперше була завезена, ймовірно, тим самим Сьєса де Леоном в 1551 році, при його поверненні з Перу. Іноді заслуга у поширенні картоплі в Європі приписується Френсісу Дрейку, який, повернувшись до Англії у вересні 1580 року, привіз бульби цієї рослини (у 1853 році в німецькому Оффенбурзі йому в подяку за цінний внесок у покращення харчування європейців навіть встановили пам'ятник, знищений у 1939 році нацистами). Однак за сім років до того зафіксовано перше свідчення вживання картоплі в їжу в Іспанії: в 1573 році вона зазначається серед продуктів, закуплених для госпіталю Крові Ісусової в Севільї . Надалі культура поширилася в Італії, Бельгії, Німеччині, Нідерландах, Франції, Великій Британії та інших європейських країнах.

### Льєзьке єпископство
Ймовірно, перша кулінарна книга у якій були рецепти страв з картоплі, належить перу Ланселота де Касто, кухареві трьох (послідовних) князів-єпископів Льєжа. Книга, що вийшла 1604 року під назвою Ouverture de cuisine має чотири рецепти приготування тоді ще екзотичної для європейців страви.
Варена картопля. Візьміть ретельно вимиту картоплину та зваріть у воді; коли буде готова, її потрібно очистити, нарізати, змастити вершковим маслом і поперчити.Оригінальний текст (фр.)
Tartoufle boullye. Prennez tartoufle bien lauee, & la mettez boullir dedans eau, eſtant cuite il la faut peler & coupper par tranches, beurre fondu par deſſus, & poiure.

В іншому випадку: нарізати картоплю шматочками, як показано вище, тушкуйте іспанським вином, маслом та мускатним горіхом.Оригінальний текст (фр.)
Tartoufle autrement. Conppez la tartoufle par tranches comme deſſus, & la mettez eſteuuer avec vin d’Eſpagne & nouueau beure, & noix muſcade.
Візьміть скибочки картоплі, тушкуйте їх з олією, рубаним майораном та петрушкою; одночасно збийте чотири або п'ять яєчних жовтків з невеликою кількістю вина, влийте їх у киплячу картоплю, зніміть з вогню і подавайте.
Оригінальний текст (фр.)
Autrement. Prennez la tartoufle par tranches, & mettez eſteuuer auec beurre, mariolaine haſchee, du persin : puis prennez quatre ou cinq iaulnes d’œuf battus auec vn peu de vin, & iettez le deſſus tout en bouillãt, & tirez arriere du feu, & seruez ainsi.

Інакше: Підсмажте картоплину як каштани у золі, очистіть та наріжте скибочками. Посипте рубаною м'ятою, по(за?)лийте відвареними родзинками, оцтом і посипте перцем. Оригінальний текст (фр.)
Autrement. Mettez roſtir la tartoufle dedans le cendres chaudes comme on cuit les caſtaignes, puis la faut peler & coupper par trãches, mettez ſus mente haſchee, des carentines boullies par deſſus, & vinaigre, vn peu de poiure, & ſeruez ainſi.

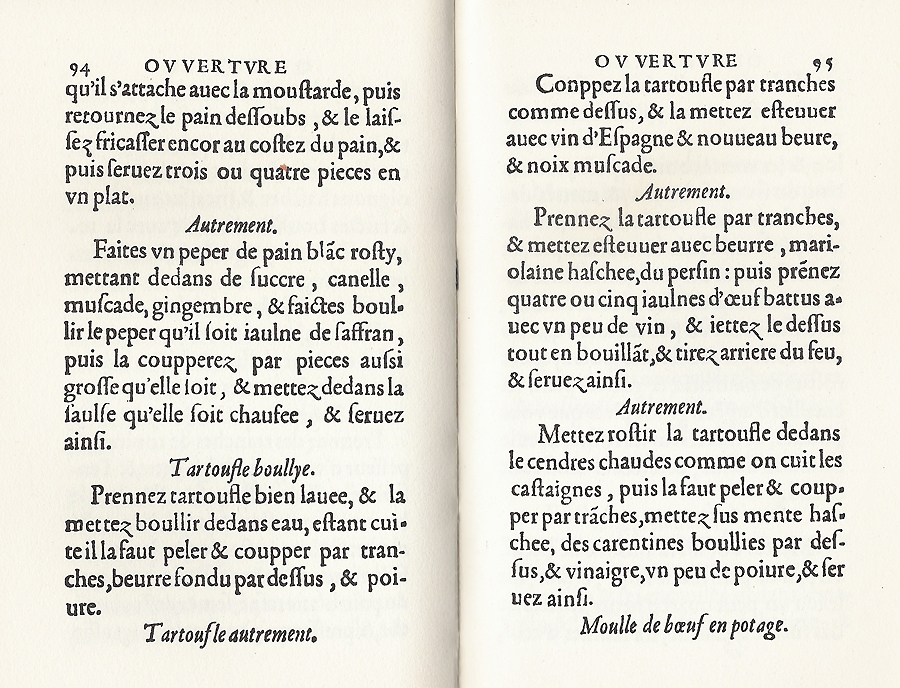
Розворот факсимільного видання Ouverture de cuisine

Відсутність солі в заправках пояснюється тим, що на той час достатньо солі містилося в олії.
Де Касто не залишив коментарів щодо походження, ціни на картоплю, її доступності на ринку. За цими відомостями він використовував картоплю як мінімум з 12 грудня 1558 року, бо «варена картопля» фігурує в меню (3 зміна \ подача) бенкету, даного на честь joyeuse entrée архієпископа Робера.

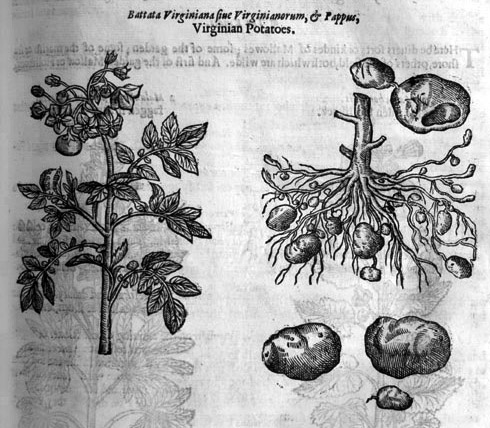
Ілюстрація з гербарію Дж. Герарда (1633)

### Ірландія
В Ірландії картопля з'явилася наприкінці XVI ст. Рослина швидко набула популярності і до кінця XVIII століття міцно зайнявши місце основного продукту в раціоні ірландських селян.
У селянських будинках картопля завжди була частиною обіду в одному виді, найбільш простому в приготуванні, звареному у воді. Бульби разом із шкіркою відварювали у казані. Вміст котла виливали в плетений кошик (англ. skeehogue), пропускаючи воду, і члени сім'ї, сидячи навколо кошика і перед каміном, їли безпосередньо з кошика руками.
Неврожай картоплі, спровокований впливом патогенного мікроорганізму Phytophthora infestans, що викликає фітофтороз, став однією з причин масового голоду, що вразив Ірландію в середині XIX століття. Це, своєю чергою, породило масову еміграцію ірландців до Нового світу, та до Сполучених Штатів Америки .

### Франція

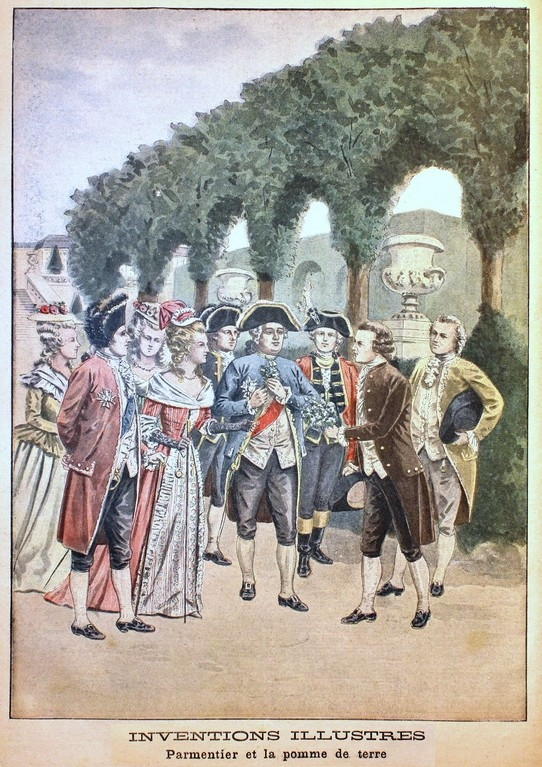
Пармантьє пропонує букет з квіток картоплі Людовику XVI та Марії-Антуанетті, гравюра в Le Petit Journal за березень 1901 року

З часу появи в Європі картопля набула популярності в єпископстві Льєжа, в Ірландії, в Німеччині, Швейцарії, Італії. У Франції, через схожість із відомими отруйними представниками родини пасльонових, як і відсутністю технологій зберігання та використання, впровадження було загальмовано. Крім того існували проблеми суто агрономічного (невідповідні екологічні умови) та релігійного характеру (невизнання церковної десятини).
Олів'є де Серр у книзі «Théâtre d'agriculture et Mesnage des champs» 1600 року рекомендував обробіток картоплі і порівнював його смак («білий трюфель») з кращими зразками чорного трюфеля .
До 1750 року обробіток і споживання картоплі розпочали багато людей та організації: Дюамель дю Монсо, єпископи муніципалітетів Альбі та Леона, політик Тюрго, модистка Роза Бертен, сільськогосподарське товариство Ренна. Ще за десять років до публікацій Антуана Пармантьє та Самюеля Анжель, Дюамель дю Монсо закликав селян не ігнорувати картоплю і зазначав, що вона «…є чудовим продуктом, особливо з беконом або солониною».
Але більшість французів ставилися до картоплі скептично та зневажливо. Його вирощували та вживали лише в деяких регіонах країни. Картопля була альтернативою пшениці, основному продукту харчування, недолік якої протягом століть призводив до голоду і сприяв виникненню панічних настроїв напередодні французької революції .
Пармантьє особливо активно пропагував вирощування картоплі як овочеву культуру. Його трактат Examen chymique des pommes de terres (1774) довів високу харчову цінність картоплі. Уряд та королівське сімейство активно займалися упровадженням нової культури. Розповідають, що королева Марія-Антуанетта любила завивати квіти картоплі у свою зачіску.

### Україна
Перша поява картоплі на території України відноситься до кінця XVII століття. Зокрема, спочатку її почали висаджувати в Харківській та Полтавській губерніях, а з 1742 року вона з'явилася на полях українського правобережжя (Київської, Поліської та Волинської губерній). За інформацією з анкет Вільного економічного товариства в 1765 році було повідомлено, що в Києві картопля з'явилася раніше, ніж її надіслали з Санкт-Петербурга. Кияни її вирощували на городах. Із закупленої Сенатом в Англії насінневої картоплі в 1765 році Слобідська Україна одержала 7 бочок (по 5-6 пудів кожна), а до Глухова — центру Малоросійської колегії восени було надіслано 12 пудів картоплі. Однак, по дорозі картопля промерзла. Не дивлячись на прислану інструкцію про вирощування "земляних яблук", ніхто із глухівчан не знав як зберігати картоплю. Тому, 10 пудів замерзло взимку в казенному льосі. Навесні 1766 року залишки картоплі роздали всім охочим глухівчанам, які восени цього року одержали перший урожай. 
Так, жителі українського Закарпаття масово вживали картоплю вже у 1770-х роках. У краї культура з'явилася завдяки графу Ойгену Ервіну фон Шенборну. До Галичини вперше картоплю привіз граф Потоцький на початку 1780-х років. Спочатку її вирощували на полях поміщиків, а згодом, поступово її розведенням протягом XIX століття почали займатися і селяни.
Про вирощування картоплі запорізьким козаками згадує Тарас Шевченко в написаному 1845 року посланні «І мертвим, і живим, і ненарожденим землякам моїм»:

…І на Січі мудрий німець
Картопельку садить, А ви її купуєте, Їсте на здоров'я
Та славите Запорожжя.
А чиєю кров'ю
Ота земля напоєна, Що картопля родить?
Вам байдуже. Аби добра
Була для городу!

Важливу роль для впровадження картоплі на українських землях відіграли здебільшого німецькі колоністи. Спочатку вони займалися вирощуванням картоплі на Півдні — колишніх запорозьких землях.

### Інші країни
Появу картоплі в Російській імперії Вільне економічне товариство пов'язувало з ім'ям московського царя Петра I, який наприкінці XVII століття надіслав до столиці мішок бульб з Голландії нібито для розсилки губерніями для вирощування .
Так, в 1765 році бульби були відправлені для посадки з Петербурга в Москву . Транспорт прибув у грудневі морози, і тому, незважаючи на ретельну упаковку (бочки оберталися рогожами), картопля сильно постраждала. З 58 діжок були придатні лише 8. Мерзлу картоплю розпродали за великі гроші, ні слова не сказавши про втрату смакових якостей та повну непридатність для посіву. У лютому 1766 року 4 пуди картоплі було відправлено з Петербурга до Новгорода. Мішки супроводжував кур'єр, який вручив їх губернатору разом із настановою про вирощування картоплі .
Дивовижний овоч не набув поширення в Московії у першій половині XVIII століття, хоча «Історична довідка про введення в Росії культури картоплі» говорить:
Іноземні інновації були прийняті іноземцями, головним чином американцями та деякими представниками шляхти … навіть за правління імператриці Анни Іванівна за столом герцога Петера фон Бірона вже з'явився картопля, як смачна та зовсім не рідкісна страва.

Спочатку картопля вважалася екзотичною рослиною і подавалася на стіл лише в будинках шляхти. У 1758 році Петербурзька академія наук опублікувала статтю «Про розведення земляних яблук» — першу в Московії наукову статтю про обробіток картоплі. Трохи пізніше статті про картоплю опублікували Якоб-Йоганн Зіверс (1767) та Андрій Болотов (1770) .
Державні заходи з поширення картоплі посилилися за царювання Катерини II: у 1765 році вийшло розпорядження Сенату «про розведення земляних яблук» . У документі розповідалося про особливості розведення та вживання нової культури і разом з насінням картоплі було розіслано по всіх губерніях. Московити використали загальноєвропейський досвід: «У великих розмірах картопля стала оброблятися з 1684 році у Ланкаширі, з 1717 року — у Саксонії, з 1728-го — у Шотландії, з 1738 року — в Пруссії та з 1783 року <…> у Франції» . У порівнянні з житом і пшеницею, картопля вважалася невибагливою культурою, тому її розглядали як хорошу підмогу в неврожай і в нехлібородних місцях .
У "Господарському описі Пермської губернії " 1813 року наголошується, що селяни вирощують і продають у Пермі «відмінно велику білу картоплю», проте до збільшення посівів ставляться скептично: «Вони завжди відповідати готові, що їм бракує часу і на посів потрібного хліба, якщо більше картоплі, яку садити треба руками». У їжу картопля селяни вживають «печеної, вареної, в кашах, і роблять також з нього за допомогою борошна свої пироги та шаньги (рід тістечка); а в містах присмачують їм супи, готують із жарким і роблять з нього борошно для приготування киселів» .

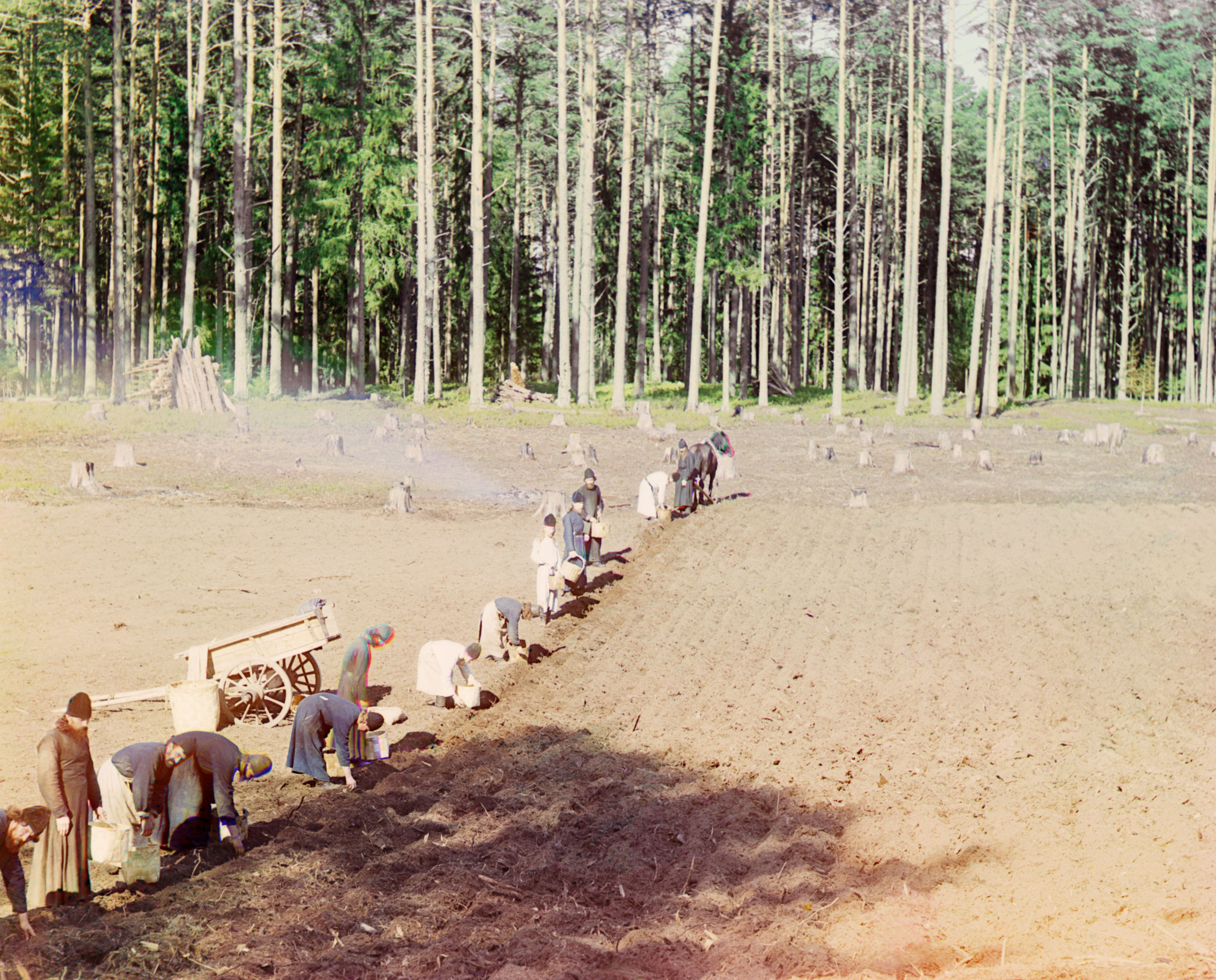
Монахи, що садять картоплю, на фотографії Сергія Прокудіна-Горського, 1910 р.

Через багато фактів отруєнь, викликаних вживанням в їжу плодів і молодих бульб, що містять соланін, селяни спочатку не сприйняли нову культуру. Лише поступово картопля отримав визнання, витіснивши з селянського раціону ріпу . Проте ще в XIX столітті багато селян називали картоплю «чортовим яблуком» і вважали гріхом його вживання .
Держава й надалі слідкувала за активним вирощуванням та вживанням картоплі. Зокрема, у Красноярську почали вирощувати картоплю із 1835 року. Кожна сім'я мала займатися вирощуванням картоплі. За невиконання цього розпорядження винних потрібно було посилати до Білорусії, на будівництво Бобруйскої фортеці . Щороку всю інформацію про вирощування картоплі губернатор надсилав до Санкт-Петербурга .
У 1840—1842 роках з ініціативи графа Павла Кисельова почали швидко зростати площі, виділені під картоплю. Згідно з розпорядженням від 24 лютого 1841 року «Про заходи до поширення розведення картоплі» губернатори повинні були регулярно звітувати уряду про темпи збільшення посівів нової культури. Накладом у 30 000 примірників по всій Російській імперії розіслали безкоштовні порадники з правильної посадки та вирощування картоплі.
В результаті у північних губерніях Російської імперії та на Приураллі й Поволжі прокотилася хвиля «картопляних бунтів». Загалом понад 500 тис. повсталих знищували картопляні поля й били чиновників. Крім росіян, бунтували марійці, чуваші, удмурти, татари, комі. Уряд вислав війська та запровадив розстрілиСтрах народу перед нововведеннями поділяли і деякі освічені слов'янофіли. Наприклад, княгиня Авдотья Голіцина «з завзятістю та пристрастю відстоювала свій протест, яким досить бавились вищому світі». Вона заявляла, що картопля — це «…посягання на російську національність, що картопля зіпсує і шлунки, і благочестиві звичаї наших споконвіку і богозберігаючих хлібо- і кашоїдів».
На відміну від інших народів працьовиті українці вирощували картоплю.
Багато в чому й завдяки українцям «картопляна революція» часів Миколи I мала значні успіхи. До кінця XIX століття в Російській імперії було зайнято під картоплю понад 1,5 млн гектарів. На початку ХХ століття цей овоч вже вважався у Росії "другим хлібом ", тобто одним з основних продуктів.
У перші роки Радянської влади було створено Коренівську селекційну станцію, яка згодом стала Науково-дослідним інститутом картопляного господарства. Великий внесок у справу розвитку науки про картоплю належить вченим Всесоюзного інституту рослинництва в Ленінграді.
Експедиції Миколи Вавілова, Сергія Юзепчука, Сергія Букасова, Петра Жуковського дозволили добре вивчити культуру картоплі на її першій батьківщині (у Південній Америці). Понад півтора століття картопля знали і використовували, головним чином, у центральних районах. Тому в 20-х роках XX століття почалося просування картоплі на Російську Північ . Картоплю почали вирощувати в карельській тундрі. Головним чином, заслуга у цьому належить агроному Йогану Ейхфельду.